# Rašovka (Šimonovice)
Rašovka (německy Raschen) je osada, místní část Šimonovic v okrese Liberec ve stejnojmenném kraji. Nachází se v oblasti Ještědského hřbetu ve vzdálenosti 5,5 kilometru jihovýchodním směrem od Ještědu.

## Historie
První písemná zmínka o vesnici pochází z roku 1537. V objektu číslo popisné 20 pocházejícím z roku 1845 bývala v 19. století rychta, škola a hospoda. V domě se z této doby zachovala podkrovní místnost a hospodářská část spolu se sochou svatého Floriána z pískovce. Před domem číslo popisné 13 se nachází kaple ze zvonicí vybudovaná během první poloviny 19. století. Roku 1932 byl na hřbitově vybudován kostel svatého Antonína Paduánského.
V roce 1894 byla v Rašovce postavena jednotřídní škola. Stavba se nachází v nadmořské výšce 645 metrů a je tak nejvýše položenou na Českodubsku. Na vzniku školy má zásluhu spisovatelka Karolina Světlá. Mezi roky 1909 a 1924 ve škole učil Josef Technik, strýc rozhlasového reportéra a spisovatele (Mlýn na ponorné řece) Alfreda Technika. Josefovým synem, který se v Rašovce roku 1913 narodil, byl český architekt, pedagog a autor knih pojednávajících o Liberci a Českému Dubu Svatopluk Technik.
Od roku 1961 se do té doby samostatná osada Rašovka stala součástí Šimonovic a v polovině roku 1980 spolu se Šimonovicemi přešla pod Dlouhý Most. Od 1. ledna 1986 již ovšem opět patřila pod Šimonovice, tvořila však spolu s nimi součást města Liberec a přestala se jako část obce uvádět. Tento stav se změnil na počátku roku 2010, kdy znovu začala tvořit zvláštní část Šimonovic. V roce 2011 měla 35 obyvatel a nacházelo se v ní 20 domů.

## Rozhledna Rašovka
U silnice přecházející Ještědský hřbet je vybudovaná restaurace V Trnčí, jejíž součástí je také zděná rozhledna o výšce 19,5 metru. Návštěvníci odtud při dobrém počasí mohou zahlédnout Jizerské hory, Krkonoše, Český ráj či Máchův kraj.